# کریستف ولف
کریستف ولف (آلمانی: Christoph Wolff؛ ‏ ۲۴ مهٔ ۱۹۴۰) موسیقی‌شناس نامدار اهل آلمان است که به سبب پژوهش‌ها و آثارش دربارهٔ زندگی و موسیقی یوهان سباستیان باخ شهرت دارد. او استاد بازنشستهٔ دانشگاه هاروارد، یکی از اعضای هیئت علمی آن دانشگاه از سال ۱۹۷۶ و مابین سال‌های ۲۰۰۱ تا ۲۰۱۴ رئیس باخ-آرشیف در لایپزیگ بود.
وی علاوه بر فراگیری نوازندگی ارگ و سازهای شستی‌دار کهن، دانش‌آموختهٔ رشته‌های موسیقی‌شناسی و مطالعات تاریخ هنر در دانشگاه هومبولت برلین، دانشگاه فریدریش-آلکساندر ارلانگن-نورنبرگ و دانشگاه موسیقی فرایبورگ است و در سال ۱۹۶۶ مدرک پی‌اچ‌دی خود را دریافت داشت. وی مدتی استاد رشتهٔ مطالعات تاریخ هنر در دانشگاه تورنتو، دانشگاه پرینستون و دانشگاه کلمبیا بود و اینک عضو فرهنگستان هنر و علوم آمریکا است و جوایز متعددی از مرکز علمی و دانشگاهی مختلف دریافت داشته‌است.